# Assassinat de Carlos Palomino

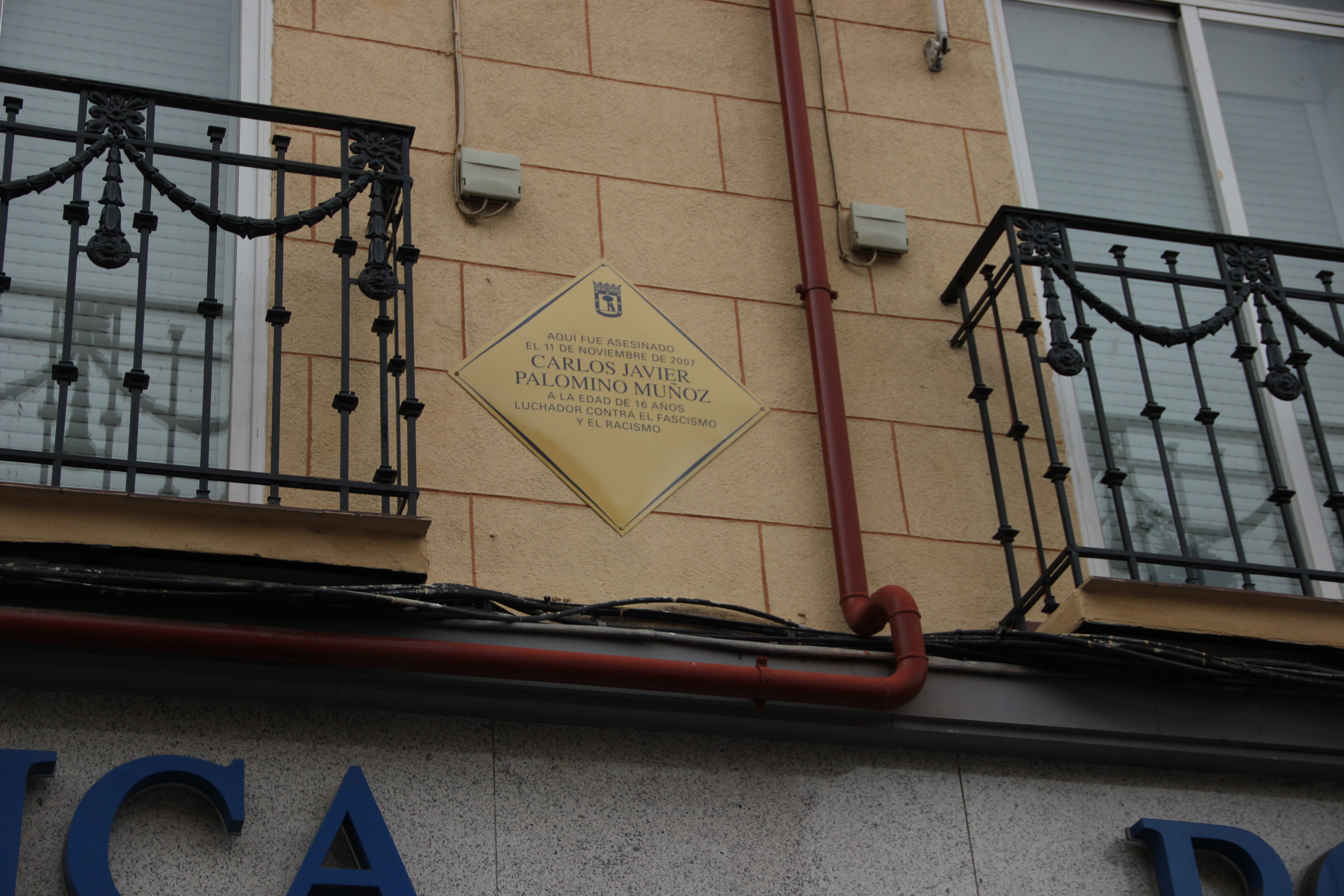
Placa en memòria de Carlos Palomino col·locada per l'ajuntament de Madrid el 2016.

Carlos Javier Palomino fou un jove antifeixista, resident a Vallecas, que va morir assassinat per Josué Estébanez, un militar de l'exèrcit de terra espanyol i neonazi, al metro de Madrid. Per a aquest crim, Josué va ser condemnat a 26 anys de presó, quan va ser declarat culpable d'assassinat amb l'agreujant de discriminació ideològica, ja que en la sentència es va considerar provada l'adscripció ideològica extremista d'Estébanez.

## Els fets
En Carlos no militava a cap organització, tot i que estava començant a col·laborar en accions, manifestacions i d'altres actes de caràcter antifeixista.
L'11 de novembre de 2007 en Carlos, al costat d'altres activistes antifeixistes de Madrid, es dirigia cap a una contramanifestació, data que coincidia amb la manifestació convocada per Democracia Nacional en contra de la immigració i del racisme "antiespanyol". Els contramanifestants van decidir de viatjar en metro cap al lloc de la contramanifestació. Al mateix tren al qual els antifeixistes acabarien pujant hi viatjava en Josué, militar i simpatitzant de Democracia Nacional. Quan el tren va arribar a l'estació i en Josué va veure el grup d'antifeixistes esperant a l'andana va treure's un coltell de la butxaca i el va ocultar a la seva esquena; quan els primers integrants del grup d'en Carlos entraren al vagó van envoltar en Josué i, tot i la tensió inicial, finalment no va passar res al adonar-se que aquest portava un ganivet. Quan tot seguit en Carlos va entrar al vagó no va veure l'arma que amagava en Josué i va encarar-se-li, tot seguit en Josué li clavà a en Carlos el ganivet directe al cor. També un altre jove antifeixista va resultar ferit en intentar atacar el militar, però la ferida no fou greu. Just després d'això, en Josué Estébanez va seguir brandant la frase :"Vejam qui és el següent".
Diversos mitjans informatius van descriure el successos com una baralla entre bandes, cosa que sempre han negat els antifeixistes, companys i amics d'en Carlos.
La família d'en Carlos mai va rebre cap comunicació ni disculpa per part de la institució. Sí que ho va fer Alfredo Pérez Rubalcaba, Ministre d'Interior, qui va assegurar a la mare del jove "que era un dels nostres". A banda del condol, els familiars d'en Carlos no han rebut mai cap mena d'ajuda del Govern que, fins i tot, va rebutjar un escrit on es demanava una indemnització per ser víctimes d'un atac terrorista.
L'assemblea de Madrid Antifeixista es va fer càrrec de les despeses judicials.
Arran del seu assassinat, en Carlos ha esdevingut un símbol dels moviments antifeixistes d'extrema esquerra. La seva mort ha servit, d'altra banda, perquè a Madrid, particularment, i a la resta de l'estat, d'una manera més suau, s'enforteixin les assemblees, organitzacions i plataformes antifeixistes. També ha aconseguit que els mitjans de comunicació majoritaris de l'estat espanyol donin més rellevància a les accions de rebuig del feixisme, del racisme i de l'homofòbia.
Hi ha hagut diversos moviments que han demanat la llibertat d'en Josué Estebánez argumentant que defensava la seva pròpia vida al trobar-se envoltat per més de cinquanta joves d'extrema esquerra antifeixista armats amb diverses armes blanques i que, després de donar mort a en Carles, va ser empaitat i apallissat al costat d'una comissaria.